# Жанвье, Жюльен
Жюльен Марк Жанвье (фр. Julian Marc Jeanvier; род. 31 марта 1992, Клиши-ла-Гаренн) — гвинейский футболист, полузащитник клуба «Кайсериспор» и сборной Гвинеи.

## Клубная карьера
Жанвье — воспитанник футбольной академии «Клерфонтен», а также клубов «Клиш-сур-Сье» и «Нанси». 12 января 2013 года в матче против «Лилля» он дебютировал в Лиге 1 в составе последнего. В том же году Жюльен перешёл в «Лилль», где играл за дублирующий состав. Летом 2014 года Жанвье на правах аренды перешёл в бельгийский «Мускрон-Перювельз». 2 августа в матче против «Васланд-Беверен» он дебютировал в Жюпиле лиге.
Летом 2015 года Жанвье был арендован «Ред Стар». В матче против «Гавра» он дебютировал в Лиге 2. 2 октября в поединке против «Нима» Жюльен забил свой первый гол за «Ред Стар».
Летом 2016 года Жанвье перешёл в «Реймс». 1 августа в матче против «Амьена» он дебютировал за новый клуб. В этом же поединке Жюльен забил свой первый гол за «Реймс». Летом 2018 года Жанвье перешёл в английский «Брентфорд». 15 сентября в матче против «Уиган Атлетик» он дебютировал в Чемпионшипе. 1 января 2019 года в поединке против «Норвич Сити» Жюльен забил свой первый гол за «Брентфорд». В 2020 году Жанвье перешёл в турецкий «Касымпаша» на правах аренды. 13 сентября в матче против «Кайсериспора» он дебютировал в турецкой Суперлиге.
Летом 2022 года Жанвье перешёл в «Осер». 7 августа в матче против «Лилля» он дебютировал за новый клуб. 14 августа в поединке против «Анже» Жюльен забил свой первый гол за «Осер». Летом 2023 года Жанвье перешёл в «Кайсериспор». 24 сентября в матче против «Бешикташа» он дебютировал за новый клуб.

## Международная карьера
7 июня 2019 года в товарищеском матче против сборной Гамбии Жанвье дебютировал за сборную Гвинеи. В 2019 году Жюльен принял участие в Кубке Африки в Египте. На турнире он сыграл в матче против сборной Мадагаскара.